# Venanzio Filippini
Venanzio Francesco Filippini (Nuvolera, 26 maggio 1890 – Nuvolera, 31 marzo 1973) è stato un vescovo cattolico e missionario italiano.

## Biografia
Dopo aver scoperto la propria vocazione ed essere entrato a far parte dell'ordine dei frati minori nei primi anni del XX secolo, decise di partire missionario in Libia, per poi trasferirsi in Africa Orientale Italiana e ricoprendo l'incarico di vicario apostolico di Mogadiscio, dal periodo della Somalia coloniale passando per la fase del protettorato britannico fino allo stato indipendente, ritirandosi nell'ottobre 1970 per fare ritorno nella natia Nuvolera e passare qui gli ultimi anni di vita. Negli anni somali si prodigò per realizzare scuole, orfanotrofi e fabbriche.
L'amministrazione comunale della cittadina della provincia di Brescia gli ha dedicato una via e un monumento alla memoria.

## Origine e formazione
Francesco Filippini nacque a Nuvolera il 26 maggio 1890, secondo di sei figli di Pietro e Teresa Bodei, piccoli proprietari terrieri. Entrò giovanissimo in contatto con l'Ordine dei frati minori del convento di Rezzato. All'età di 12 anni iniziò la formazione religiosa nel Collegio Serafico di Ornavasso. Nel 1905 vestì l'abito francescano a Rezzato, prendendo il nome di Fra Venanzio. Ordinato sacerdote l'8 settembre 1913 a Milano, fu scelto dal vicario apostolico di Tripoli, padre Ludovico Antomelli, come suo segretario per la missione in Libia.

## Parroco di Tripoli italiana
Arrivato a Tripoli, fu inizialmente chiamato a prestare servizio militare, operando nella zona di Homs durante la Prima guerra mondiale. Terminato il conflitto, divenne parroco a Tripoli per circa quindici anni, prima nella chiesa della Santa Croce e poi nella nuova cattedrale, inaugurata nel 1928. La sua attività pastorale si contraddistinse per energia e dedizione in un contesto difficile, caratterizzato dalla convivenza di diverse culture e religioni. Filippini promosse l'associazionismo cattolico, fondando il primo gruppo scout della Libia e le sezioni locali del Terz'ordine francescano e dell'Azione Cattolica, che raccolsero numerosi aderenti. Si occupò inoltre di assistenza ai malati e ai bisognosi, e fondò e diresse il periodico Famiglia Cristiana di Tripoli.

## La nomina a vescovo e la nuova missione in Somalia
In riconoscimento del suo operato, il 23 maggio 1933 fu nominato vescovo di Tinisia e vicario apostolico di Mogadiscio. Ricevette la consacrazione episcopale il 29 giugno dello stesso anno, alla presenza di importanti autorità civili e religiose, tra cui il maresciallo Badoglio. Il 22 settembre 1933 raggiunse Mogadiscio, dando inizio alla sua nuova missione in Somalia, affidatagli da papa Pio XI. L'evangelizzazione della Somalia ebbe inizio nel 1906 grazie ai Padri della Consolata di Torino e, dal 1924, venne affidata ai francescani della Provincia di Milano. Si trattava di un territorio difficile, caratterizzato da un clima equatoriale molto caldo, da una popolazione di circa 1,3 milioni di abitanti sparsi in comunità isolate, e da numerose difficoltà ambientali, tra cui malattie, animali pericolosi e scarsa presenza di infrastrutture. Quando monsignor Venanzio Filippini giunse in Somalia, trovò una situazione complessa e poco mutata nel corso degli anni. Nonostante le difficoltà, iniziò un'intensa attività pastorale, visitando gran parte del territorio, a partire dalle città meridionali di Gelib e Chisimaio fino alle regioni settentrionali di Migiurtinia e Burao. Durante i suoi viaggi, spesso resi complicati dall'assenza di strade e dai lunghi spostamenti, monsignor Filippini fu accolto calorosamente dalle popolazioni locali. Lungo il percorso poté osservare le principali necessità del popolo somalo e l'importanza del lavoro missionario, ancora limitato a causa delle difficoltà ambientali e logistiche.

## Fondatore di scuole e officine
Prima della Seconda guerra mondiale, monsignor Venanzio Filippini si distinse per la sua intensa attività educativa e missionaria in Somalia, contribuendo in modo determinante alla diffusione dell'istruzione e alla crescita della presenza cattolica nel territorio.
Tra le sue principali realizzazioni vi fu il collegio Regina Elena a Mogadiscio, un elegante edificio situato nel centro della capitale, che ospitava una scuola elementare italiana, la sede delle suore missionarie della Consolata e dell'Azione Cattolica Femminile. L'istituto divenne rapidamente un punto di riferimento fondamentale per l'educazione dei giovani somali e italiani.
L'impegno di Filippini non si limitò però alla capitale. In varie zone della Somalia vennero fondate scuole e stazioni missionarie, come la scuola agricola aperta a Caitoi nel 1936. Secondo i dati del 1938, oltre 2 200 bambini, somali e italiani, frequentavano le scuole elementari del vicariato.
Particolare attenzione fu riservata alla pastorale giovanile: Filippini promosse lo scautismo somalo e potenziò le attività dell'Azione Cattolica. Curò inoltre la realizzazione di orfanatrofi, in particolare a Mogadiscio e Baidoa, arrivando a fondare complessivamente circa trenta istituti, tra scuole, collegi e orfanatrofi.
Per rafforzare la comunicazione tra le varie missioni, nel 1934 diede vita alla rivista mensile Somalia Cristiana, uno strumento fondamentale per mantenere i contatti tra le comunità cristiane sparse nel territorio.
Filippini si dedicò anche alla costruzione e al miglioramento di edifici religiosi. Tra questi, l'ampliamento della cattedrale di Mogadiscio, iniziato nel 1934, e la costruzione della Parrocchia del Sacro Cuore, che comprendeva una grande chiesa, una scuola per ragazze somale e un pensionato per gli ex alunni della missione.
Tutte queste opere furono realizzate grazie alla collaborazione dei Frati minori di Lombardia, delle Suore della Consolata e di numerosi volontari laici, che condivisero con monsignor Filippini lo spirito missionario e educativo.

## L'impegno durante la Seconda Guerra Mondiale e nel dopoguerra
Durante la Guerra d'Abissinia e la Seconda guerra mondiale, monsignor Venanzio Filippini si distinse per la sua opera di assistenza spirituale alle truppe italiane presenti in Africa Orientale. In particolare, durante l’occupazione inglese della Somalia, si impegnò a favore dei prigionieri italiani, offrendo loro sostegno morale e facilitando i contatti con le famiglie in patria attraverso la consegna di lettere e pacchi.
Nel settembre 1941 compì un lungo e impegnativo viaggio in automobile fino ad Addis Abeba, percorrendo oltre 3 000 chilometri per visitare campi di prigionia, ospedali e missioni della capitale etiope.
Dopo la fine della guerra e la perdita delle colonie italiane, la Somalia passò sotto amministrazione britannica. In questo periodo, l'11 gennaio 1948, Mogadiscio fu teatro di violenti disordini durante i quali persero la vita circa 60 italiani. In quell'occasione monsignor Filippini aprì le porte della Cattedrale di Mogadiscio, offrendo rifugio a circa 600 persone in fuga dalle violenze.
Le vicende successive portarono l'ONU ad affidare temporaneamente l'amministrazione della Somalia all’Italia. Tuttavia, il 23 febbraio 1950, Filippini annunciò a sorpresa le proprie dimissioni, probabilmente a causa delle difficili condizioni politiche e sociali del paese. La decisione suscitò grande sconcerto, e circa un anno dopo, per volontà di papa Pio XII, Filippini venne nuovamente confermato alla guida del vicariato.

## Le opere sociali e produttive
Negli anni '50, il periodo di relativa stabilità politica in Somalia favorì lo sviluppo di numerose iniziative sociali ed economiche promosse da monsignor Venanzio Filippini. In questo contesto, sorsero diverse scuole di formazione e attività produttive che contribuirono al progresso del paese e alla creazione di opportunità di lavoro per la popolazione locale.
Tra le principali realizzazioni si ricordano la scuola di artigianato, la scuola tipografica, la conceria, il calzaturificio, il maglificio e una scuola di cucito e ricamo. La scuola di artigianato, acquisita dal Vicariato nel 1948, offriva corsi professionali frequentati ogni anno da circa settanta giovani, i cui lavori venivano apprezzati anche nelle fiere nazionali.
La tipografia, attiva fin dagli anni '30, fu potenziata e modernizzata, diventando un importante centro di produzione di materiale stampato e dotandosi anche di una cartolibreria.
Particolarmente significativo fu l'avvio della conceria nel 1955, una delle prime realtà industriali del paese. La struttura lavorava quotidianamente grandi quantità di pelli bovine, ovine e di gazzella, impiegando tra i cinquanta e i settanta operai. La produzione di cuoio trovava il suo principale utilizzo nel vicino calzaturificio, dove venivano realizzate ogni giorno numerose paia di scarpe e sandali, destinate sia al mercato locale sia a commesse per le forze armate italiane.
Importante fu anche la scuola di cucito e ricamo, che offriva lavoro e formazione a oltre duecento donne somale.
Tutte queste iniziative, pur gestite autonomamente, erano coordinate da monsignor Filippini, che si adoperò sia presso la comunità italiana sia presso le istituzioni per ottenere risorse economiche e personale qualificato, indispensabili per sostenere le opere in un contesto complesso come quello africano del tempo.

## L'opera dei missionari e l'impegno educativo
Durante gli anni della sua missione in Somalia, monsignor Venanzio Filippini poté contare sul fondamentale contributo di missionari, religiosi e laici, che condividevano il suo impegno a favore della popolazione locale.
Tra i collaboratori più stretti si ricordano Giacomo Teruzzi, responsabile della tipografia, e Lina Agnelli, nipote di Filippini e a capo del maglificio. Accanto a loro operavano le Suore della Consolata, attive negli orfanotrofi e nelle scuole materne, le Ausiliarie dell'Apostolato, che gestivano la “Casa del Povero” accogliendo circa duecento persone bisognose, e i Fatebenefratelli, che dal 1955 assunsero la gestione dell'ospedale principale nell'Oltre Giuba.
Particolare attenzione fu dedicata anche alla cura dei lebbrosi. Monsignor Filippini stipulò un accordo con l'Ordine Militare di Malta per la gestione del lebbrosario di Gelib, situato su un'isola del fiume Giuba, che arrivò ad ospitare fino a mille pazienti.
Nel campo dell'istruzione, Filippini promosse la nascita del collegio maschile “Nuova Somalia”, con l'obiettivo di formare una nuova generazione di giovani preparati agli studi superiori e ai valori civili in vista dell'indipendenza del paese. La struttura, inaugurata nel 1954, fu presto ampliata per accogliere oltre duecento studenti. Parallelamente, fu istituito anche il collegio femminile “Nuova Somalia”, dedicato all'educazione delle ragazze e alla trasmissione di competenze pratiche e valori morali.
L'attività educativa e sociale della missione italiana rappresentò così un punto di riferimento fondamentale per la crescita culturale e morale della società somala, contribuendo in modo significativo al riscatto e allo sviluppo della popolazione locale.

## La gratitudine della Somalia libera
Fino all'indipendenza della Somalia, raggiunta il 1º luglio 1960, monsignor Venanzio Filippini rappresentò una figura di primo piano non solo nella vita religiosa, ma anche in quella civile e diplomatica del Paese. In occasione di anniversari e ricorrenze, ricevette numerosi attestati di stima e riconoscenza, non solo da parte dei papi e delle autorità italiane, ma anche dai leader somali.
Tra questi, particolarmente significative furono le parole di Aden Abdullah Osman, primo presidente della Repubblica Somala, che nel 1963 lodò l'impegno di Filippini a favore dei più deboli e per l'educazione delle giovani generazioni. Anche Daud Abdulle, comandante dell'esercito somalo, sottolineò l'importanza dell'attività sociale ed educativa svolta dal vicariato di Mogadiscio.
Per il suo operato, monsignor Filippini ricevette importanti onorificenze, tra cui il titolo di cavaliere del Sovrano Ordine di Malta e quello di grande ifficiale della Repubblica Italiana.

## L'addio alla Somalia e la morte
La situazione politica in Somalia si aggravò a partire dal 1967, fino al colpo di stato militare del 1969 che portò al potere Muhammad Siad Barre. Nonostante il nuovo regime tollerasse inizialmente la presenza di monsignor Filippini, questi lasciò definitivamente la Somalia nel marzo del 1970, all'età di 80 anni, dopo trentasette anni di missione a Mogadiscio.
Dopo la sua partenza, Siad Barre proclamò la Somalia stato socialista e nazionalizzò gran parte delle attività del Paese.
Monsignor Filippini trascorse gli ultimi anni della sua vita nella sua casa natale a Nuvolera, accudito dalla sorella Maria. Morì il 31 marzo 1973, mentre stava scrivendo una storia della Somalia. Ai suoi funerali parteciparono numerose autorità civili e religiose, che ne ricordarono l'impegno costante e l'esempio di vita consacrata all'aiuto degli altri.
Il ricordo di monsignor Filippini rimane legato ai valori di solidarietà, carità e dedizione, che rappresentarono il cuore della sua missione e che continuano ad essere un riferimento per molti.

## Genealogia episcopale
La genealogia episcopale è:
- Cardinale Scipione Rebiba
- Cardinale Giulio Antonio Santori
- Cardinale Girolamo Bernerio, O.P.
- Vescovo Claudio Rangoni
- Arcivescovo Wawrzyniec Gembicki
- Arcivescovo Jan Wężyk
- Vescovo Piotr Gembicki
- Vescovo Jan Gembicki
- Vescovo Bonawentura Madaliński
- Vescovo Jan Małachowski
- Arcivescovo Stanisław Szembek
- Vescovo Felicjan Konstanty Szaniawski
- Vescovo Andrzej Stanisław Załuski
- Arcivescovo Adam Ignacy Komorowski
- Arcivescovo Władysław Aleksander Łubieński
- Vescovo Andrzej Mikołaj Stanisław Kostka Młodziejowski
- Arcivescovo Kasper Kazimierz Cieciszowski
- Vescovo Franciszek Borgiasz Mackiewicz
- Vescovo Michał Piwnicki
- Arcivescovo Ignacy Ludwik Pawłowski
- Arcivescovo Kazimierz Roch Dmochowski
- Arcivescovo Wacław Żyliński
- Vescovo Aleksander Kazimierz Bereśniewicz
- Arcivescovo Szymon Marcin Kozłowski
- Vescovo Mečislovas Leonardas Paliulionis
- Arcivescovo Bolesław Hieronim Kłopotowski
- Arcivescovo Jerzy Józef Elizeusz Szembek
- Vescovo Stanisław Kazimierz Zdzitowiecki
- Cardinale Aleksander Kakowski
- Papa Pio XI
- Cardinale Alfredo Ildefonso Schuster, O.S.B.
- Arcivescovo Arcangelo Mazzotti, O.F.M.
- Vescovo Venanzio Francesco Filippini, O.F.M.